# Las cicatrices del viento
Las cicatrices del viento es una novela histórica de Francisco Martín Moreno (n. México, D. F., 1946), un escritor, novelista, articulista y conferencista mexicano. La obra es una indagación novelada sobre los orígenes del subdesarrollo.

## Argumento
Utilizando la investigación histórica y la narrativa, Moreno desarrolla en esta novela la historia de la United Fruit Company, el inmenso monopolio norteamericano que explotó y avasalló durante más de medio siglo a Centroamérica, varios países del Caribe y Colombia. Ante el lector se exhiben los abusos cometidos por el pulpo o la frutera, como se le conocía a la compañía bananera más poderosa del mundo en las naciones en que operaba, conocidas como repúblicas bananeras. Igualmente se hace una denuncia documentada de la complicidad y servilismo de los gobiernos bananeros, siempre manipulados con eficacia –militar y burocrática- desde las altas esferas políticas y mercantiles norteamericanas.

## Temática
Las cicatrices del viento pretende explicar en forma novelada los orígenes del subdesarrollo latinoamericano; plantea las siguientes preguntas cruciales:
- ¿Por qué América Latina es un continente rico con gente pobre?
- ¿Es válido aceptar la existencia de culpas absolutas y tratar de responsabilizar a Estados Unidos de todo lo malo que ha pasado y pasa en los países latinoamericanos?
- ¿Qué papel jugó y juega la Iglesia católica en el mundo latino y cuál jugó la Iglesia Protestante en el mundo anglosajón?
- ¿Dónde se encuentra el origen de la corrupción que devora a América Latina?[1]